# Estación de Playa y Grao de Gandía
Playa y Grao de Gandía (en valenciano: Platja i Grau de Gandia) es un apeadero ferroviario situado en la ciudad española de Gandía, en la provincia de Valencia, Comunidad Valenciana. Es cabecera de la línea C-1 de Cercanías Valencia, aunque el servicio en ella es reducido, tan solo tres trenes llegan y salen de ella. Está ubicada entre la avenida de Europa y la calle del Doctor Melis. La estación presta servicio al barrio del Grao de Gandía y se encuentra equidistante de las playas de Gandía y Daimuz.

## Situación ferroviaria
Se encuentra en un corto ramal, de casi tres kilómetros que une la estación de Gandía-Mercancías con el puerto de la ciudad. La línea nace del trazado entre Silla y Gandía. Playa y Grao de Gandía es la única estación para viajeros de la línea, y se encuentra en el pk. 2,5 (a 8,88 metros de altitud).

## Servicios ferroviarios

### Cercanías
Es una de las cabeceras de la línea C-1 de Cercanías Valencia.
| procedencia/destino | < estación | Línea |
| ------------------- | ---------- | ----- |
| Valencia-Norte      | Jaraco     |       |